# 塞雷利亞山脈
38°43′0.12″N 0°15′0.08″W / 38.7167000°N 0.2500222°W

塞雷利亞山脈（西班牙語：Serrella），是西班牙的山脈，屬於普雷貝蒂科山脈的一部分，其中四座山峰海拔高度超過1,400米。